# Zakład Komunikacji Miejskiej w Sokółce
ZKM Sokółka to oddział stanowiący własność firmy Krespol sp.z o.o. Firma obsługuje 2 linie. W latach 90. funkcjonowały 3 linie, ale linia numer 3 została zamknięta.

## Historia
- przełom lat 80./90. – powstanie w Sokółce oddziału MPK w Białymstoku, który z czasem został przekazany do ZGK w Sokółce
- 1993 – Krespol jako samodzielny zakład
- 1.03.2011 – Komunikacja Miejska obsługiwana przez PKS Białystok
- 1.01.2014 – Krespol wraz z MPJ Transport obsługuje komunikację miejską jako Konsorcjum Komunikacji Miejskiej w Sokółce

## Linie[1]
Linia 1: Baza Zieleni- Białostocka – (Zabrodzie – Dolna – Zabrodzie) – Białostocka – Grodzieńska – (Piłsudskiego – Sikorskiego – Mickiewicza) – Wyszyńskiego – Kolejowa – 11 Listopada – Grodzieńska – Broniewskiego – Grodzieńska – Kresowa – Os. Buchwałowo
Linia 2: (Bogusze) – Oczyszczalnia – Targowa – Sikorskiego – Piłsudskiego – (Ogrodowa) – Piłsudskiego – 1 Maja – Bohaterów Monte Cassino – Grodzieńska – Wyszyńskiego – Kolejowa – Kryńska – Jana Pawła II – Os. Zielone – Kryńska – Kryńska Pętla